# امنیت ریسمان
امنیت ریسمان یا امنیت رشته (به انگلیسی: Thread safety) یک مفهوم برنامه‌نویسی رایانه‌ای است که برای کدهای چند رشته‌ای قابل استفاده است. کد امنیت ریسمان فقط ساختارهای داده مشترک را به گونه‌ای دستکاری می‌کند که اطمینان حاصل کند که همه رشته‌ها به درستی رفتار می‌کنند و مشخصات طراحی خود را بدون تعامل ناخواسته انجام می‌دهند. استراتژی‌های مختلفی برای ساخت ساختارهای داده ایمن رشته‌ای وجود دارد.
یک برنامه ممکن است کد را در چندین رشته به‌طور همزمان در یک فضای آدرس مشترک اجرا کند که در آن هر یک از آن رشته‌ها تقریباً به تمام حافظه هر رشته دیگر دسترسی دارد. امنیت ریسمان خاصیتی است که با برقراری مجدد برخی از تناظرهای بین جریان واقعی کنترل و متن برنامه، با استفاده از همگام سازی به کد اجازه می‌دهد در محیط‌های چند رشته‌ای اجرا شود.